# Guillaume Grandidier
Pour les articles homonymes, voir Grandidier.
Guillaume Grandidier, né le 1er juillet 1873 à Paris 8e où il est mort le 19 septembre 1957, est un géographe, ethnologue et zoologiste français qui a principalement étudié l’île de Madagascar.

## Biographie
Fils du naturaliste et explorateur Alfred Grandidier, auteur prolifique, Guillaume Grandidier est l'auteur d'un Atlas des colonies françaises, protectorats et territoires sous mandat de la France, dit « Atlas Grandidier », avec Georges Petit et Édouard Bourdelle, Zoologie de Madagascar et édité avec son père la Collection des ouvrages anciens concernant Madagascar.
De ses nombreuses autres œuvres sur Madagascar, la plus connue est le monumental Madagascar : L’Histoire politique, physique et naturelle de Madagascar réalisé en collaboration avec son père et d’autres savants tels qu’Alphonse Milne-Edwards et Léon Vaillant. Cet immense travail, comparable à la Naturalis Historia de l’humaniste Pline l'Ancien, se compose de quarante volumes.
Beaucoup de ses ouvrages se trouvent dans le Fonds Grandidier à Antananarivo à Madagascar.

## Hommage
En 1903, l'explorateur Raymond Rallier du Baty nomme un sommet de la presqu'île de la Société de Géographie, aux îles Kerguelen, mont Guillaume Grandidier.
L’herpétologue François Mocquard a nommé une espèce de serpent endémique à Madagascar, Liopholidophis grandidieri, en son honneur.